# Gülcemal
A Gülcemal 2023-as török drámasorozat, amelyet Yusuf Pirhasan és Merve Çolak rendezett. A főbb szerepekben Murat Ünalmış és Melis Sezen látható.
Törökországban 2023. április 6. és július 13. között tűzte képernyőre a FOX TV, Magyarországon 2024. január 26-tól március 22-ig sugározta a TV2.

## Cselekmény
Gülcemalnak és testvérének, Gülendamnak a sorsa már gyermekként megpecsételődött, amikor családjuk teljesen széthullott. A férfi huszonöt év elteltével tér vissza szülővárosába, hogy bosszút álljon édesanyjukon, Zafer asszonyon. Megesküdött, hogy mindenét elveszi tőle: vagyonát, otthonát és kisebbik fiát, Armagant...

## Szereplők
| Színész                  | Szereplő                 | Magyar hang          |
| ------------------------ | ------------------------ | -------------------- |
| Murat Ünalmış            | Gülcemal Şahin           | Galambos Péter       |
| Yasin Yamanol (fiatalon) | Gülcemal Şahin           | Tóth Márk (fiatalon) |
| Melis Sezen              | Deva Nakkaşoğlu          | Bálint Adrienn       |
| Edip Tepeli              | Mert Çakır               | Molnár Levente       |
| Nilay Erdönmez           | Gülendam Şahin           | Pap Katalin          |
| Atilla Şendil            | Halil İbrahim Nakkaşoğlu | Csuha Lajos          |
| Cahit Gök                | Vefa (Ali Türkoğlu)      | Moser Károly         |
| Nilüfer Açıkalın         | Gara Ana (Firuze)        | Farkasinszky Edit    |
| Samet Kaan Kuyucu        | Armağan Pehlivan         | Ágoston Péter        |
| Meltem Akçöl             | İpek Nakkaşoğlu          | Pekár Adrienn        |
| İpek Ayaz Kortunç        | Canan                    | Kokas Piroska        |
| Sabahattin Yakut         | Emrullah                 | Péter Richárd        |
| Gökçem Çoban             | Semra                    | Vági Viktória        |
| Melike Küçük             | Narin                    | Schmidt Regina       |
| Ayda Aksel               | Zafer Pehlivan           | Bencze Ilona         |
| Evren Duyal              | Fatoş                    | Törtei Tünde         |

### Magyar változat
A szinkront a TV2 Média Csoport megbízásából a Masterfilm Digital Kft. készítette.
- Magyar szöveg: Mihályi Dávid
- Hangmérnök és vágó: Igor Lattes
- Gyártásvezető: Kovács Mariann
- Szinkronrendező: Vági Tibor

## Évados áttekintés
| Évad | Évad | Epizódok | Epizódok | Eredeti sugárzás | Eredeti sugárzás | Magyar sugárzás  | Magyar sugárzás   |
| Évad | Évad | Török    | Magyar   | Évadbemutató     | Évadzáró         | Évadbemutató     | Évadzáró          |
| ---- | ---- | -------- | -------- | ---------------- | ---------------- | ---------------- | ----------------- |
|      | 1.   | 13       | 40       | 2023. április 6. | 2023. július 13. | 2024. január 26. | 2024. március 22. |